# Kombinacja norweska na Zimowych Igrzyskach Olimpijskich 1994
Kombinacja norweska na Zimowych Igrzyskach Olimpijskich 1994 odbyła się w dniach 14 – 20 lutego 1994 roku na skoczni Lysgårdsbakken i trasie biegowej Birkebeineren skistadion. Zawodnicy rywalizowali w dwóch konkurencjach: indywidualnych zawodach metodą Gundersena (skoki na normalnej skoczni/bieg na 15 km) oraz zawodach drużynowych (skoki na normalnej skoczni/sztafeta 3x10 km). W kombinacji norweskiej na XVII IO startowali tylko mężczyźni, ponieważ konkurencje kobiece nie były częścią programu olimpijskiego.

## Wyniki

### Gundersen
| Miejsce | Zawodnik            | Reprezentacja | Wynik   | Strata  |
| ------- | ------------------- | ------------- | ------- | ------- |
| 1       | Fred Børre Lundberg | Norwegia      | 39:07,9 | –       |
| 2       | Takanori Kōno       | Japonia       | 39:35,4 | +1:17,5 |
| 3       | Bjarte Engen Vik    | Norwegia      | 39:43,2 | +1:18,3 |
| 4       | Kenji Ogiwara       | Japonia       | 39:30,7 | +2:08,8 |
| 5       | Ago Markvardt       | Estonia       | 41:26,8 | +2:41,9 |
| 6       | Hippolyt Kempf      | Szwajcaria    | 39:30,2 | +3:45,3 |
| 7       | Jean-Yves Cuendet   | Szwajcaria    | 40:17,5 | +3:55,6 |
| 8       | Trond Einar Elden   | Norwegia      | 38:07,7 | +4:02,8 |

### Sztafeta
| Miejsce | Reprezentacja     | Zawodnicy                                              | Wynik     |
| ------- | ----------------- | ------------------------------------------------------ | --------- |
| 1       | Japonia           | Takanori Kōno Masashi Abe Kenji Ogiwara                | 1:21:51,8 |
| 2       | Norwegia          | Knut Tore Apeland Bjarte Engen Vik Fred Børre Lundberg | + 4:49,1  |
| 3       | Szwajcaria        | Hippolyt Kempf Jean-Yves Cuendet Andreas Schaad        | + 7:48,1  |
| 4       | Estonia           | Magnar Freimuth Allar Levandi Ago Markvardt            | + 10:15,6 |
| 5       | Czechy            | Zbyněk Panek Milan Kučera František Máka               | + 12:04,1 |
| 6       | Francja           | Sylvain Guillaume Stéphane Michon Fabrice Guy          | + 12:41,2 |
| 7       | Stany Zjednoczone | Dave Jarrett Todd Lodwick Ryan Heckman                 | + 13:15,6 |
| 8       | Finlandia         | Topi Sarparanta Jari Mantila Tapio Nurmela             | + 13:27,6 |